# Las número 1 de Gloria Trevi
La número 1 de Gloria es el décimo álbum recopilatorio de la cantante Gloria Trevi, salido a la venta en el año 2006, en el que se recogen muchos de los temas de la cantante del inicio de su carrera.

## Información del álbum
En 2005, después de que en 2004 Gloria Trevi grabara su emotivo álbum Cómo nace el universo en el cual ella comenzaba una nueva etapa en su carrera, después de haber pasado el trago amargo de la cárcel, los creadores de los álbumes "La número 1", tomaron en cuenta a Gloria Trevi para crear una recopilación de canciones y vídeos de esta talentosa artista, por lo cual inmediatamente buscaron un contrato para poder llevar a cabo este proyecto, fue hasta 2006 que el álbum salió a la luz.

## Lista de canciones
Este álbum está dividido en un CD con 20 canciones de Gloria Trevi con un total de 1 hr 14 min, además un DVD que incluye 21 canciones. Dos de estas canciones nunca han sido grabadas por la cantante en ninguno de sus álbumes oficiales. Los contenidos de los discos son:

### CD
- 01) Dr. Psiquiatra
- 02) Pelo Suelto
- 03) Zapatos viejos
- 04) El último beso (versión larga)
- 05) Con los ojos cerrados
- 06) Tu ángel de la guarda
- 07) Hoy me iré de casa
- 08) Jack el reprobador
- 09) Mañana
- 10) Me siento tan sola
- 11) ¿Qué voy a hacer sin él?
- 12) La papa sin cátsup
- 13) ¡Que bueno que no fui Lady Di!
- 14) A la madre
- 15) Siempre a mi
- 16) Ella que nunca fue ella
- 17) El recuento de los daños
- 18) ¿Qué pasa en la azotea? (versión original)
- 19) En medio de la tempestad
- 20) No soy monedita de oro (versión ranchera)

### DVD
- 01) Gloria
- 02) Dr. Psiquiatra
- 03) El último beso
- 04) ¿Qué voy a hacer sin él?
- 05) Jack el reprobador
- 06) Hoy me iré de casa
- 07) Pelo suelto
- 08) Agárrate
- 09) La pasabas bien conmigo
- 10) Zapatos viejos
- 11) Me siento tan sola
- 12) Popurrí en inglés (Light my fire, Smoke on the water, Jupin' Jack flash, Whola lotta love)
- 13) A gatas
- 14) Un día más de vida
- 15) Con los ojos cerrados
- 16) Siempre a mi
- 17) ¡Que bueno que no fui Lady Di!
- 18) La papa sin cátsup
- 19) Mañana
- 20) El recuento de los daños
- 21) ¿Qué pasa en la azotea?

- Datos: Q16300882